# 944 Hidalgo
Hidalgo é um asteroide de número 944, descoberto por Walter Baade, na cidade de Bergedorf, no dia 31 de Outubro de 1920. Sua peculiar órbita excêntrica, oscila entre 300 milhões à 870 milhões de quilômetros, o que é incomum para um asteroide (o seu afélio fica além da órbita de Júpiter), o que levou os astrônomos a acreditar, que tratava-se de um cometa extinto.
Walter Baade, nomeou este asteroide em homenagem ao libertador do México, Miguel Hidalgo e também em gratidão ao país, por permitir que astrônomos alemães, observassem um eclipse dentro do território nacional.